# Obsjtina Aksakovo
Obsjtina Aksakovo (bulgariska: Община Аксаково) är en kommun i Bulgarien.   Den ligger i regionen Varna, i den östra delen av landet, 400 km öster om huvudstaden Sofia. Antalet invånare är 7 978. Arean är 19,0 kvadratkilometer.
Obsjtina Aksakovo delas in i:
- Văglen
- General Kantardzjievo
- Ignatievo
- Izvorsko
- Kitjevo
- Ljuben Karavelovo
- Osenovo
- Slăntjevo

Följande samhällen finns i Obsjtina Aksakovo:
- Aksakovo
- Oresjak